# 奥恩瓦尔德
奥恩瓦尔德（德語：Auenwald）是德国巴登-符腾堡州的一个市镇。总面积19.76平方公里，总人口6819人，其中男性3385人，女性3434人（2011年12月31日），人口密度345人/平方公里。

## 友好城市
- 法國 博尔派尔